# Los hermanos Céspedes

Carlos Céspedes.

Amílcar, Bolívar y Carlos Céspedes, popularmente conocidos como “Los hermanos Céspedes” fueron tres futbolistas del Club Nacional de Football en los inicios del club y del siglo XX, y por sus logros se convirtieron en leyendas del club; en especial Bolívar y Carlos, quienes mostraban excepcionales aptitudes dentro del campo, y fallecieron trágicamente por un virus a temprana edad. Su vinculación con el club era tan grande, que Nacional era conocido como "el club de los Céspedes".

## Trayectoria
Oriundos de Melo, capital del departamento de Cerro Largo, la familia Céspedes en el año 1890 vivía en Montevideo, en el Barrio 19 de Abril (próximo al Prado) en una enorme casa quinta. Tuvieron 5 hijos a los que llamaron respectivamente Amílcar, Bolívar, Carlos, Delia y Ernesto.
El fútbol ocupó la atención de los tres primeros, comenzando a jugar de jóvenes en cuadros del Paso Molino, como el Albion. Rápidamente los Céspedes fueron futbolistas conocidos por fuertes, ágiles y valientes.  Amílcar comenzó jugando de centro half, Bolívar de puntero derecho y Carlos de puntero izquierdo. La incorporación de sus amigos del Club Defensa a Nacional fue decisiva para que los tres se enrolaran en Nacional y se identificaran para siempre los nombres Céspedes y Nacional.
- Amílcar Céspedes (15 de mayo de 1882), apodado el "Lungo", era el mayor de los tres. En Nacional, pasó a jugar de golero. Fue el único de los tres hermanos futbolistas que pudo sobrevivir a la peste, ya que estaba previamente vacunado (a escondidas de su padre). Jugó en Nacional hasta 1907, luego pasó al Albion intentando ayudar a su ex club que ya había entrado en un periodo de decadencia. Falleció el 13 de junio de 1940.

| Club                | Temporada           | Liga | Liga | Copas Nacionales | Copas Nacionales | Copas Internacionales | Copas Internacionales | Amistosos | Amistosos | Total | Total |
| Club                | Temporada           | PJ   | G    | PJ               | G                | PJ                    | G                     | PJ        | G         | PJ    | G     |
| ------------------- | ------------------- | ---- | ---- | ---------------- | ---------------- | --------------------- | --------------------- | --------- | --------- | ----- | ----- |
| Nacional · Uruguay  | 1902                | 7    | 0    | 1                | 1                | 0                     | 0                     | 4         | 1         | 12    | 2     |
| Nacional · Uruguay  | 1903                | 6    | 0    | 3                | 0                | 2                     | 0                     | 3         | 0         | 11    | 0     |
| Nacional · Uruguay  | 1904                | 1    | 0    | 0                | 0                | 0                     | 0                     | 0         | 0         | 1     | 0     |
| Nacional · Uruguay  | 1905                | 13   | 0    | 0                | 0                | 1                     | 0                     | 1         | 0         | 15    | 0     |
| Nacional · Uruguay  | 1906                | 5    | 7    | 2                | 2                | 1                     | 0                     | 4         | 0         | 12    | 9     |
| Nacional · Uruguay  | 1907                | 1    | 1    | 0                | 0                | 0                     | 0                     | 2         | 1         | 3     | 2     |
| Nacional · Uruguay  | Total               | 33   | 8    | 6                | 3                | 4                     | 0                     | 14        | 2         | 54    | 13    |
| Total en su carrera | Total en su carrera | 33   | 8    | 6                | 3                | 4                     | 0                     | 14        | 2         | 54    | 13    |

- Bolívar Céspedes (19 de diciembre de 1883 - 9 de junio de 1905) era un puntero habilidoso, incansable, veloz y de tiro violento. Goleador nato, fue el más célebre jugador uruguayo de esa época, por su juego y espíritu ganador. De cara redonda y sonriente era el centro de toda reunión en que interviniera. Fue el primer jugador de la selección uruguaya en hacer un gol en un partido internacional, contra Argentina el 16 de mayo de 1901.[4]

| Club                | Temporada           | Liga | Liga | Copas Nacionales | Copas Nacionales | Copas Internacionales | Copas Internacionales | Amistosos | Amistosos | Total | Total |
| Club                | Temporada           | PJ   | G    | PJ               | G                | PJ                    | G                     | PJ        | G         | PJ    | G     |
| ------------------- | ------------------- | ---- | ---- | ---------------- | ---------------- | --------------------- | --------------------- | --------- | --------- | ----- | ----- |
| Nacional · Uruguay  | 1902                | 9    | 4    | 1                | 1                | 0                     | 0                     | 4         | 1         | 14    | 6     |
| Nacional · Uruguay  | 1903                | 7    | 2    | 3                | 2                | 0                     | 0                     | 3         | 1         | 13    | 5     |
| Nacional · Uruguay  | 1904                | 1    | 2    | 0                | 0                | 0                     | 0                     | 2         | 0         | 3     | 2     |
| Nacional · Uruguay  | 1905                | 2    | 2    | 0                | 0                | 0                     | 0                     | 1         | 2         | 3     | 4     |
| Nacional · Uruguay  | Total               | 19   | 10   | 4                | 3                | 0                     | 0                     | 10        | 4         | 33    | 17    |
| Total en su carrera | Total en su carrera | 19   | 10   | 4                | 3                | 0                     | 0                     | 10        | 4         | 33    | 17    |

- Carlos Céspedes (31 de diciembre de 1884 - 30 de junio de 1905) era un delantero espectacular, muy querido por el público, comenzó como puntero izquierdo y más adelante pasa al medio siendo goleador al poco tiempo. Debutó para la selección de su país el 20 de julio de 1902 teniendo tan sólo 17 años y 201 días, ubicándose en el puesto 18 en el ranking de los jugadores más jóvenes en vestir la camiseta de su selección.[5]

| Club                | Temporada           | Liga | Liga | Copas Nacionales | Copas Nacionales | Copas Internacionales | Copas Internacionales | Amistosos | Amistosos | Total | Total |
| Club                | Temporada           | PJ   | G    | PJ               | G                | PJ                    | G                     | PJ        | G         | PJ    | G     |
| ------------------- | ------------------- | ---- | ---- | ---------------- | ---------------- | --------------------- | --------------------- | --------- | --------- | ----- | ----- |
| Nacional · Uruguay  | 1902                | 9    | 6    | 1                | 0                | 0                     | 0                     | 4         | 5         | 14    | 11    |
| Nacional · Uruguay  | 1903                | 6    | 2    | 2                | 1                | 0                     | 0                     | 3         | 1         | 11    | 4     |
| Nacional · Uruguay  | 1904                | 1    | 1    | 0                | 0                | 0                     | 0                     | 2         | 1         | 3     | 2     |
| Nacional · Uruguay  | 1905                | 3    | 0    | 0                | 0                | 0                     | 0                     | 1         | 1         | 4     | 1     |
| Nacional · Uruguay  | Total               | 19   | 9    | 3                | 1                | 0                     | 0                     | 10        | 8         | 32    | 18    |
| Total en su carrera | Total en su carrera | 19   | 9    | 3                | 1                | 0                     | 0                     | 10        | 8         | 32    | 18    |

Debutaron en Nacional contra los marinos del crucero británico “Flora” (derrota 1:2) que era imbatible en el Río de la Plata. Jugaron todos los partidos de los años 1901, 1902 y 1903. Fueron Campeones Uruguayos en 1902 y 1903. Jugaron en 1903, representando a Uruguay contra la selección Argentina, en el primer triunfo oficial de un representativo uruguayo. 
El padre de ellos, Don Eusebio Céspedes, no se perdía un partido de sus hijos y fue un dirigente “natural” de Nacional, integrando repetidas veces la Comisión Directiva.

## Momentos memorables
- Los tres hermanos fueron parte de la primera victoria histórica de la selección uruguaya (representada completamente por el plantel del Club Nacional de Football) y su presencia fue fundamental para el resultado positivo. Fue el 13 de septiembre de 1903, en Buenos Aires, y Uruguay derrotó a la Argentina 3:2, con dos goles de Carlos Céspedes y uno de Bolívar.

- El Campeonato Uruguayo de 1903 termina empatado entre Nacional y el CURCC, fijándose la final para el 28 de agosto de 1904, todavía en plena revolución. Los hermanos Céspedes, para huir de la guerra civil de 1904, habían huido a Buenos Aires, donde continuaron jugando al fútbol en el Club Barracas. Sorpresivamente, a último momento, aparecen en cancha y Nacional gana 3 a 2 para adjudicarse el título de Campeón Uruguayo. El gobierno les había dado un salvoconducto por 24 horas para jugar ese partido.

- A partir del segundo clásico de la historia, los Céspedes estuvieron presentes ininterrumpidamente en todos los clásicos frente al CURCC durante tres temporadas y además, entre Bolívar y Carlos marcaron todos los goles albos excepto dos. El siguiente, es el detalle de los mismos.[6]

| Fecha                    | Estadio        | Resultado    | Goles de Nacional           |
| ------------------------ | -------------- | ------------ | --------------------------- |
| 14 de abril de 1901      | Villa Peñarol  | CURCC 1:0    |                             |
| 28 de abril de 1901      | Parque Central | CURCC 1:0    |                             |
| 12 de mayo de 1901       | Villa Peñarol  | CURCC 3:1    | Carlos                      |
| 6 de junio de 1901       | Parque Central | Empate 1:1   | Bolívar                     |
| 28 de julio de 1901      | Villa Peñarol  | Empate 1:1   | Bolívar                     |
| 18 de agosto de 1901     | Villa Peñarol  | CURCC 2:0    |                             |
| 18 de mayo de 1902       | Parque Central | Nacional 2:1 | Bolívar (2)                 |
| 3 de agosto de 1902      | Paso Molino    | CURCC 2:0    |                             |
| 10 de agosto de 1902     | Villa Peñarol  | Nacional 3:1 | Bolívar, Carlos y A.Cordero |
| 12 de julio de 1903      | Paso Molino    | Nacional 2:0 | Carlos y E. De Castro       |
| 19 de julio de 1903      | Parque Central | Empate 0:0   |                             |
| 27 de septiembre de 1903 | Villa Peñarol  | Empate 0:0   |                             |
| 28 de agosto de 1904     | Paso Molino    | Nacional 3:2 | Bolívar (2) y Carlos        |
| 14 de mayo de 1905       | Paso Molino    | Empate 1:1   | Bolívar                     |

## El trágico final
A comienzos del año 1905, Bolívar contrajo viruela, enfermedad mortal en esos años, y murió el 9 de junio. Su muerte provocó una manifestación de pesar colectivo y más de quinientas personas acompañaron sus restos hasta el Cementerio de la Teja.
Luego, sus hermanos Carlos y Delia también se contagiaron. Delia se salvó, pero Carlos falleció el 30 de junio.
Don Eusebio Céspedes, a pesar de su tragedia, igual se mantuvo firme junto a Nacional y fue presidente honorario en 1907. Los Céspedes pasaron a ser parte de la leyenda del club albo. Nacional se identificó con los Céspedes y estos, con Nacional.  El club nombró su complejo deportivo de entrenamiento, y luego también de concentración, como “Los Céspedes”, para mantener vivo su recuerdo.